# Cohniella marvraganii
Cohniella marvraganii là một loài thực vật có hoa trong họ Lan. Loài này được (Lückel) Christenson mô tả khoa học đầu tiên năm 1999.